# De Hoef
Pour les articles homonymes, voir Hoef.
De Hoef est un village situé dans la commune néerlandaise de De Ronde Venen, dans la province d'Utrecht. Le 1er janvier 2007, le village comptait 913 habitants.
Le village est traversé par la rivière de Kromme Mijdrecht.